# Industrie du peigne en corne en Ariège
La fabrication de peignes en corne de toilette est une activité industrielle attestée dans le terroir du pays d'Olmes, dans l'est du département français de l'Ariège, et de façon plus marginale dans l'ouest de l'Aude, principalement aux XIXe et XXe siècles.
Plusieurs usines œuvrent à la production de peignes, principalement dans les communes de Fougax-et-Barrineuf, Bélesta, L'Aiguillon, Lesparrou, Le Peyrat, La Bastide-sur-l'Hers et Sainte-Colombe-sur-l'Hers, établies le long de la haute vallée de l'Hers.
Cette activité, limitée à une production confidentielle au début du XXIe siècle, figure à l'Inventaire du patrimoine culturel immatériel en France depuis 2019.

## Histoire

### Débuts
La production industrielle de peignes est attestée depuis au moins le XVe siècle : des peignes en buis  étaient alors exportés vers les Flandres et la Suisse (et sans doute ailleurs). L'utilisation de la corne naturelle se généralise par la suite.

### Essor industriel
De nombreuses fabriques de peigne s'installent au XIXe siècle dans d'anciens moulins jusqu'alors utilisés pour produire des bijoux en jais, première activité industrielle du pays d'Olmes.
Le développement de cette industrie s'appuie grandement sur la force hydraulique assurée par les cours d'eau du pays d'Olmes ; la fabrication ne recourt que modérément aux ressources fossiles.
Au début du XXe siècle, des artisans et ouvriers s'associent pour créer de nouvelles entreprises coopératives, au succès aléatoire.
Concurrencée par la généralisation du plastique, notamment dans la région d'Oyonnax, la corne perd du terrain, et plusieurs entreprises ferment leurs portes.
Dans les années 2010, une autre entreprise de fabrication lance sa production à Laroque-d'Olmes, avant de déménager en Dordogne,.

### Activité économique contemporaine

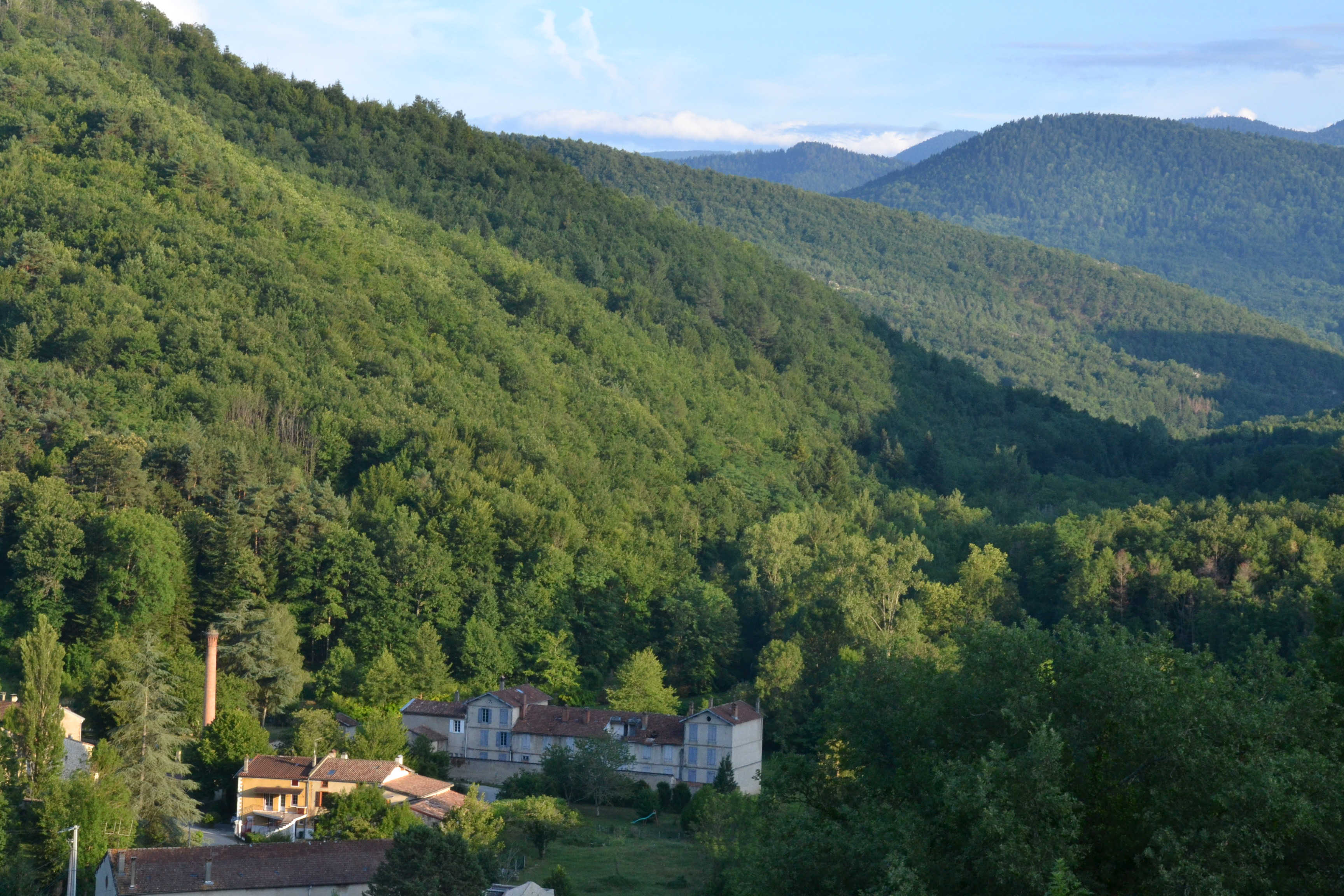
En bas à gauche de la photo, le hameau usinier de Campredon (Lesparrou) et une partie des bâtiments liés à la fabrication des peignes.

En 2025, seule une entreprise poursuit la fabrication des peignes en corne, celle de José Da Fonseca, établie à L'Aiguillon. Produisant de façon artisanale, avec un unique employé, cet atelier vend localement, mais aussi et surtout en alimentant des entreprises comme Barb'art, spécialiste des cosmétiques et accessoires de soin et beauté pour homme.

## Fabrication
Plusieurs étapes sont nécessaires pour concevoir les peignes. Les principales sont les suivantes :
- triage et sciage de la corne ; seule la partie médiane est conservée ;
- biscayage : découpage courbe de la corne de forme conique après chauffage
- aplatissage, manuel ou dans des presses hydrauliques ;
- marquage : façonnage dessiné à l'aide d'un patron, d'un gabarit ;
- façonnage (forme dégrossie et découpée), puis dentage (manuel ou avec une estadeuse, machine spécifiquement consacrée à cette tâche)
- ponçage et polissage.

## Valorisation
Elle figure à l'Inventaire du patrimoine culturel immatériel en France.
Le Musée du textile et du peigne en corne de Lavelanet, mis en place par des bénévoles, anciens industriels, passionnés d'histoire et parents d'artisans à partir des années 1980, valorise l'histoire de cette industrie. La valorisation de l'histoire et du patrimoine bâti et immatériel du peigne en corne est également portée par le Pays d'art et d'histoire des Pyrénées cathares,. Une opération d'inventaire, conduite par le Pays d'art et d'histoire et lancée en 2017, permet de recenser le bâti lié à l'histoire du peigne.